# Cal Boada
Cal Boada és una obra de Boldú, al municipi de la Fuliola (Urgell) inclosa a l'Inventari del Patrimoni Arquitectònic de Catalunya.
L'edifici data de 1790 tal com indica la llinda de la porta principal. Edifici estructurat en tres plantes seguint un eix vertebrador en tota la façana. Presenta una magnífica balustrada superior que dona a la terrassa.

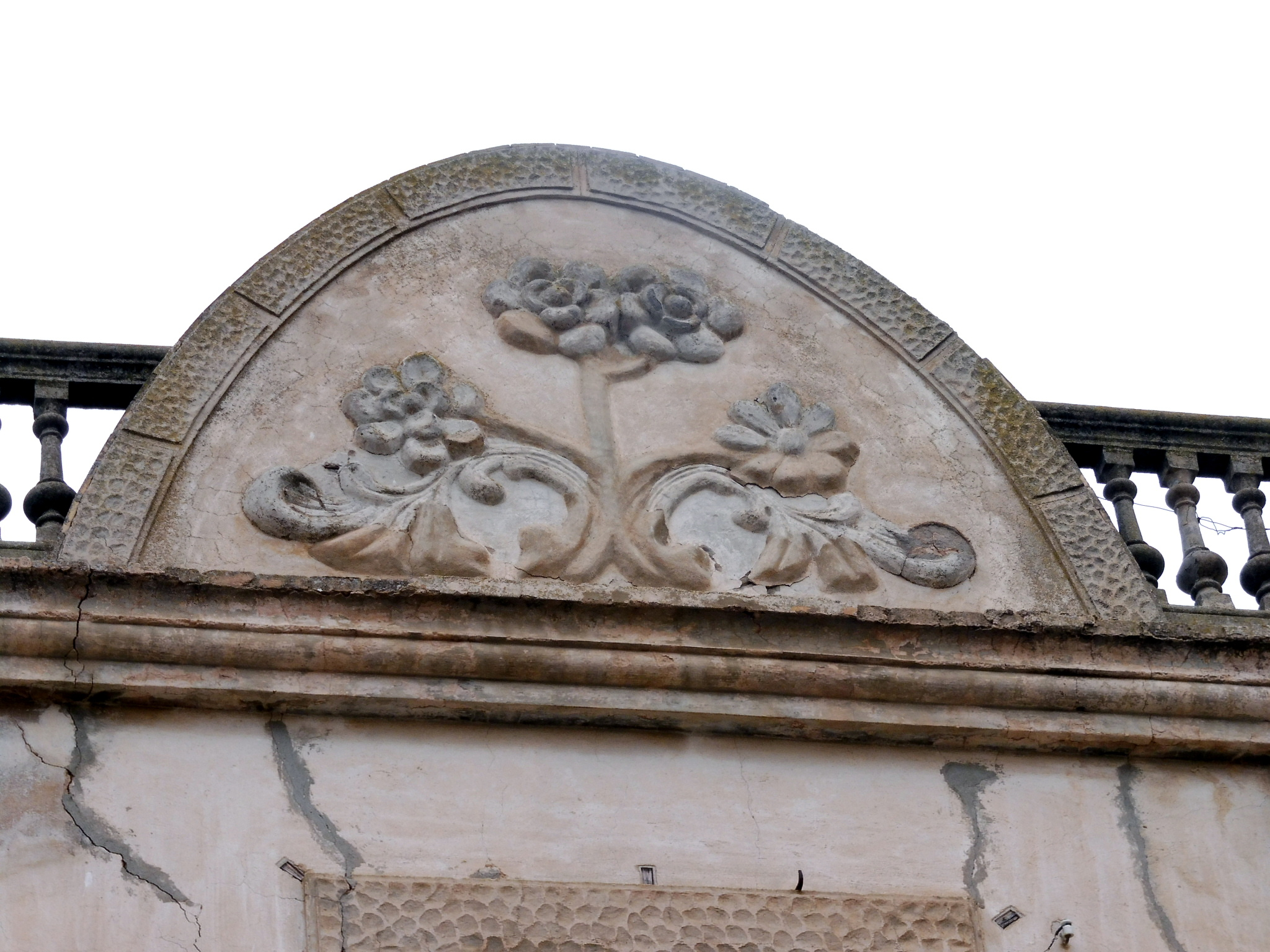
Decoració floral a la balustrada

La planta baixa és la que es conserva es més mal estat, ja que el mur presenta encara l'arrebossat original damunt la pedra, que està caient. Només hi ha la porta principal, en un extrem, i una petita finestra en l'altre. Cal destacar la portalada, amb llinda motllurada en la que es pot llegir la data de construcció de l'edifici i una inscripció: "Protere domine, 1790, habitantes in me". Cal ressaltar també la presència del sòcol realitzat amb grans plaques de pedra dibuixada que ressegueix tota la part inferior.
Un aspecte totalment diferent el trobem a partir de la primera planta fins a la part superior. Aquí el mur està pintat de blanc i a més, presenta un paredat en forma de carreus puntejats col·locats a les cantoneres de la casa i en el perímetre de cada una de les obertures. A la primera planta hi ha tres finestrals els quals donen a una llarga balconada que travessa horitzontalment tot l'ample de la planta. A la segona es repeteix el mateix esquema que a la primera, amb tres finestrals més petits. En aquest cas, però, només la central dona a un petit balcó.
El més destacable de Cal Boada és el terrat superior que ofereix una decoració molt original en forma de tres estructures el·líptiques, dos de petites als laterals i una de més gran al centre, decorades amb un relleu floral. Fan de nexe i de suport de la balustrada.